# セルジペ州

セルジペ州
Estado de Sergipe

セルジペ州 (セルジペしゅう、Sergipe ブラジルポルトガル語発音: [sɛʁˈʒipi] ( 音声ファイル)) は、ブラジル北東部の州。人口は221万4人（2022年）。州都はアラカジュ。略称は「SE」
ブラジルで最も面積が小さい州である。

## 隣接州
- アラゴアス州
- バイーア州

## 主な都市
- アラカジュ
- サン・クリストヴァン

## 人種
2008年の国勢調査によると、混血が61.1%、白人が31.2%、黒人が7.2%、先住民が0.3%、アジア人が0.2%と考えられる。

## 教育
- セルジペ連邦大学